# 市町村立学校職員給与負担法
市町村立学校職員給与負担法（しちょうそんりつがっこうしょくいんきゅうよふたんほう、昭和23年7月10日法律第135号）は、市（指定都市を除き、特別区を含む）町村立学校の職員について、都道府県が給与を負担することに関する法律である。
地域の自主性及び自立性を高めるための改革の推進を図るための関係法律の整備に関する法律（平成26年法律第51号）による改正（2015年4月1日施行）で、指定都市の設置する学校は対象外になった。

## 給与負担者
- 都道府県

## 対象職員

### 定時制高校以外の職員
- 市（指定都市を除き、特別区を含む）町村立の小学校、中学校、義務教育学校、中等教育学校の前期課程、特別支援学校の校長（中等教育学校の前期課程にあっては、当該課程の属する中等教育学校の校長とする。）、副校長、教頭、主幹教諭、指導教諭、教諭、養護教諭、栄養教諭、助教諭、養護助教諭、寄宿舎指導員、講師（常勤の者及び地方公務員法（昭和25年法律第261号）第28条の5第1項に規定する短時間勤務の職を占める者に限る。）、学校栄養職員（学校給食法（昭和29年法律第160号）第7条[1]に規定する職員のうち栄養の指導及び管理をつかさどる主幹教諭並びに栄養教諭以外の者をいい、同法第6条[2]に規定する施設の当該職員を含む。）及び事務職員のうち次に掲げる職員であるもの並びに講師（公立義務教育諸学校の学級編制及び教職員定数の標準に関する法律（昭和33年法律第116号。以下「義務教育諸学校標準法」という。）第17条第2項に規定する非常勤の講師に限る。）
  - (1)義務教育諸学校標準法第6条の規定に基づき都道府県が定める小中学校等教職員定数及び義務教育諸学校標準法第10条の規定に基づき都道府県が定める特殊教育諸学校教職員定数に基づき配置される職員（義務教育諸学校標準法第18条各号に掲げる者を含む。）
  - (2)公立高等学校の適正配置及び教職員定数の標準等に関する法律（昭和36年法律第188号。以下「高等学校標準法」という）第15条の規定に基づき都道府県が定める特殊教育諸学校高等部教職員定数に基づき配置される職員（特別支援学校の高等部に係る高等学校標準法第24条各号に掲げる者を含む。）
  - (3)特別支援学校の幼稚部に置くべき職員の数として都道府県が定める数に基づき配置される職員

### 定時制高校の職員
- 市（指定都市を除く。）町村立の高等学校（中等教育学校の後期課程を含む。）で学校教育法（昭和22年法律第26号）第4条第1項に規定する定時制の課程（以下「定時制の課程」という。）を置くものの校長（定時制の課程のほかに同項に規定する全日制の課程を置く高等学校の校長及び中等教育学校の校長を除く。）、定時制の課程に関する校務をつかさどる副校長、定時制の課程に関する校務を整理する教頭、主幹教諭（定時制の課程に関する校務の一部を整理する者又は定時制の課程の授業を担任する者に限る。）並びに定時制の課程の授業を担任する指導教諭、教諭、助教諭及び講師（常勤の者及び地方公務員法第28条の5第1項に規定する短時間勤務の職を占める者に限る。）のうち高等学校標準法第7条の規定に基づき都道府県が定める高等学校等教職員定数に基づき配置される職員（高等学校標準法第24条各号に掲げる者を含む。）並びに講師（高等学校標準法第23条第2項に規定する非常勤の講師に限る。）

## 対象給与等

### 一般職員に支給されるもの
給料、扶養手当、地域手当、住居手当、初任給調整手当、通勤手当、単身赴任手当、特殊勤務手当、特地勤務手当（これに準ずる手当を含む。）、へき地手当（これに準ずる手当を含む。）、時間外勤務手当（学校栄養職員及び事務職員に係るものとする。）、宿日直手当、管理職員特別勤務手当、管理職手当、期末手当、勤勉手当、義務教育等教員特別手当、寒冷地手当、特定任期付職員業績手当、退職手当、退職年金及び退職一時金並びに旅費（都道府県が定める支給に関する基準に適合するものに限る。）並びに定時制通信教育手当（中等教育学校の校長に係るものとする。）

### 非常勤の講師に支給されるもの
報酬及び職務を行うために要する費用の弁償